# NGC 1620
NGC 1620 è una galassia a spirale intermedia situata nella costellazione dell'Eridano, a una distanza di circa 166 milioni di anni luce dalla nostra Via Lattea.

## Scoperta
La galassia è stata scoperta il 1 gennaio 1786 dall'astronomo britannico di origine tedesca William Herschel.

## Descrizione
NGC 1620 ha una classe di luminosità II-III e presenta una larga riga a 21 cm dell'idrogeno neutro.

## Supernova
Il 14 gennaio 1996, all'interno di NGC 1620 è stata scoperta la supernova SN 1996ai nel corso del programma di ricerca di supernove CHASE (CHilean Automatic Supernova sEarch) dell'Università del Cile. La supernova è stata classificata di tipo IIb.

## Gruppo di NGC 1589
Secondo Garcia, NGC 1620 fa parte del Gruppo di NGC 1589, un raggruppamento di galassie costituito da nove membri. Le altre otto galassie del gruppo idendtificato da Sengupta sono: NGC 1586, NGC 1587, NGC 1588, NGC 1593, UGC 3054, UGC 3058, UGC 3072 e UGC 3080.
A differenza di Sengupta, Garcia include anche NGC 1620 in questo gruppo, mentre non vi include NGC 1593.